# عباس سیمکانی
عباس سیمکانی (زادهٔ ۳ فروردین ۱۳۴۲ در شیراز) بازیکن فوتبال بازنشسته ایرانی است که سابقه بازی در برق شیراز، تام اصفهان، ذوب‌آهن اصفهان و ابومسلم مشهد را دارد. سیمکانی از بازیکنان سرشناس سابق اصفهان است و در دوران بازیگری مهاجم گلزنی بود.
او هم‌اکنون سرمربی تیم امید باشگاه فوتبال ذوب‌آهن اصفهان است و قبلاً در همین باشگاه دستیار تیم بزرگسالان بوده‌است.
سیمکانی در جام آزادگان ۱۳۷۲ با به‌ثمر رساندن ۱۷ گل، آقای‌گل لیگ فوتبال ایران شد و با کمک سید کمال حسینی زوج خود در خط حمله ذوب‌آهن زهردارترین خط حمله آن فصل ایران را ساخت. او هیچ‌گاه نتوانست پیراهن تیم ملی فوتبال ایران را بر تن کند.